# هربرت إي. هيتشكوك
هربرت إي. هيتشكوك هو محامي وسياسي أمريكي، ولد في 22 أغسطس 1867 في ماكوكيتا في الولايات المتحدة، وتوفي في 17 فبراير 1958 في ميتشل في الولايات المتحدة. نشط حزبياً في الحزب الديمقراطي. وقد انتخب عضو مجلس الشيوخ الأمريكي ‏ عن دائرة South Dakota Class 3 senate seat ‏ وقد انضم خلال فترته النيابية (3 يناير 1937 – 8 نوفمبر 1938) للكتلة البرلمانية الحزب الديمقراطي وانتخب عضو مجلس الشيوخ الأمريكي ‏ عن دائرة South Dakota Class 3 senate seat ‏ وقد انضم خلال فترته النيابية ‏ (29 ديسمبر 1936 – 3 يناير 1937) للكتلة البرلمانية الحزب الديمقراطي.